# Żywokost sercowaty
Żywokost sercowaty (Symphytum cordatum Waldst. & Kit. ex Willd.) – gatunek rośliny należący do rodziny ogórecznikowatych (dawniej szorstkolistnych). Występuje na terenie Europy, w obszarze śródziemnomorskim i w Azji. W Polsce występuje na Pogórzu Karpackim i zdziczały na zachodzie kraju. We florze Polski jest prawdopodobnie kenofitem.

## Morfologia

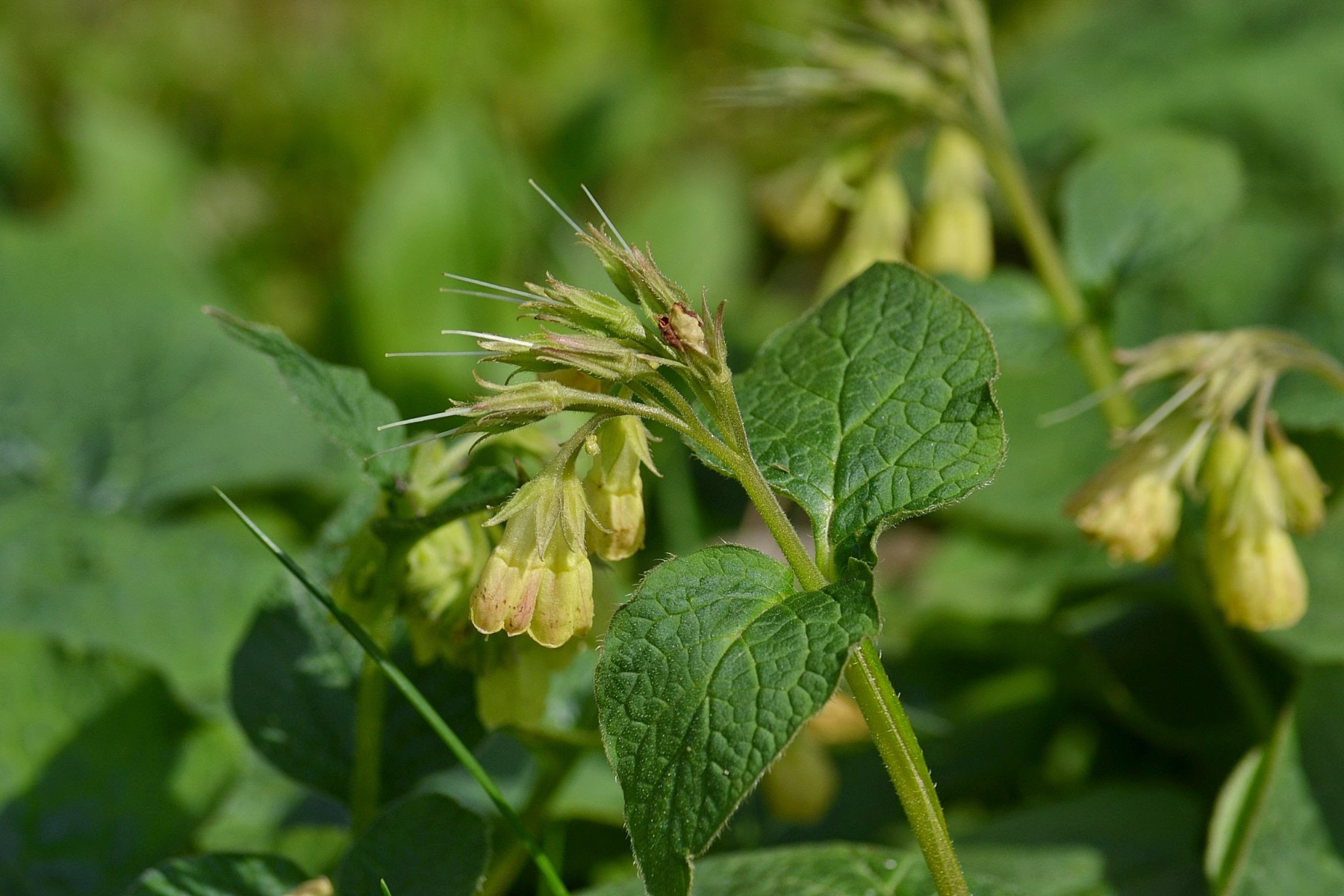
Kwiatostan

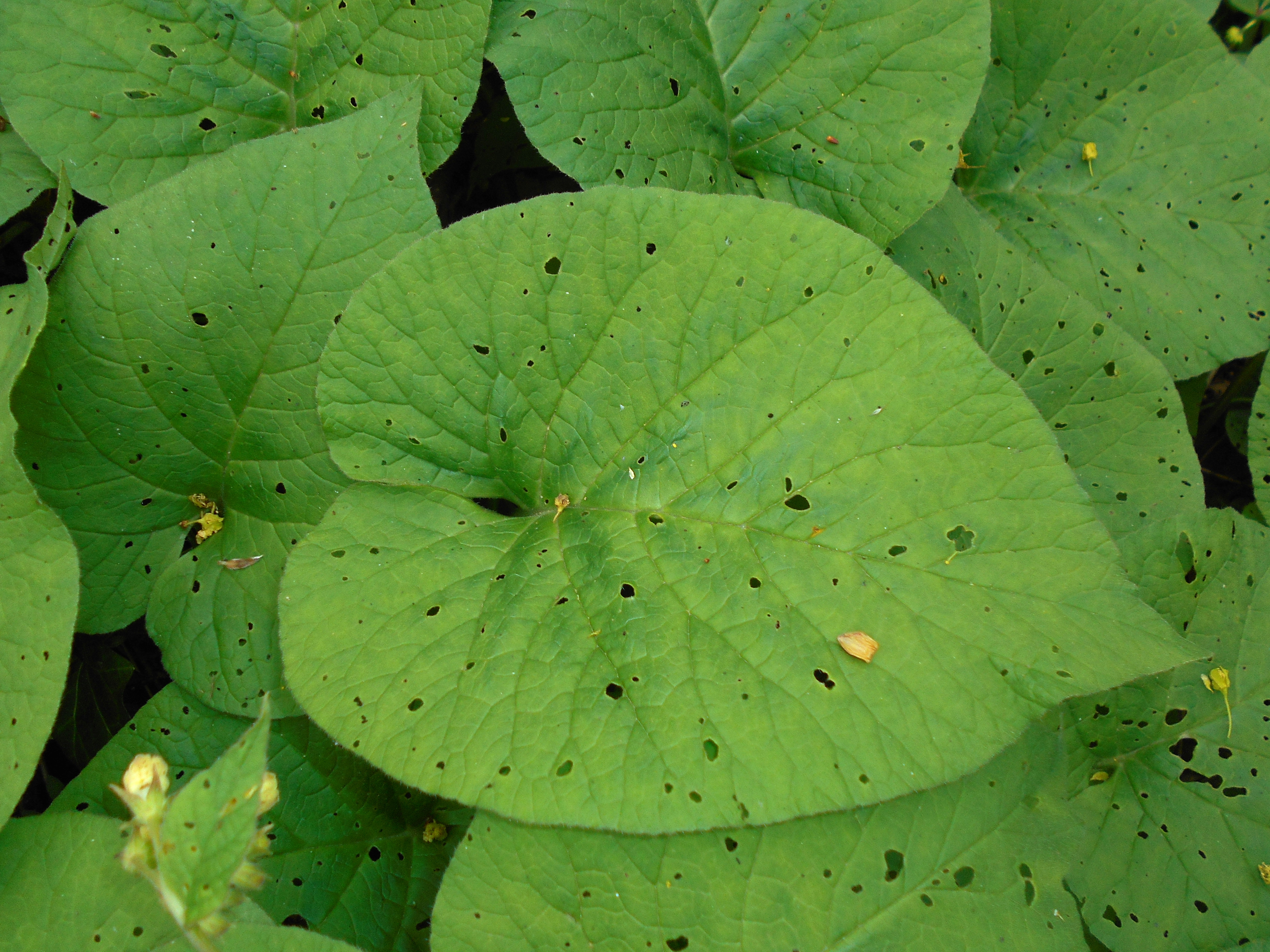
Liść

ŁodygaWzniesiona, ulistniona nakrzyżlegle, o wysokości 15-35 (50) cm, w górnej części rozgałęziająca się, pokryta szorstkimi włoskami, pusta. Pod ziemią posiada kłącze, ale bez bulwiastych zgrubień.
LiścieZielone, duże ogonkowe, o sercowatym kształcie, zaostrzone, całobrzegie. Mają wyraźną siatkowatą użyłkowanie na dolnej stronie i całe są szorstko owłosione. Liście łodygowe zaostrzone o wydłużonym sercowatym kształcie, całobrzegie. Liście rosnące na łodydze mają krótsze ogonki i są coraz węższe i mniejsze im wyżej są położone, najwyższe są prawie bezogonkowe.
KwiatyBiałe lub kremowe, na krótkich szypułkach, zebrane w zwisły kwiatostan typu sierpik. Kieliszek trwały, częściowo zrosłodziałkowy, składający się z pięciu lancetowatych ostro zakończonych listków przylegających do kielicha kwiatu. Korona w kształcie kielicha, promienista, częściowo zrosłopłatkowa z pięcioma zaokrąglonymi końcami płatków.
OwocGładkie i lśniące rozłupki.

## Biologia i ekologia
Bylina, geofit. Roślina niskopienna ciepłolubna. Subendemit ogólnokarpacki, gatunek typowy dla górskich lasów bukowych. Gatunek charakterystyczny dla zespołu runa żyznej buczyny karpackiej. Kwitnie w maju.

## Zmienność
Tworzy mieszańca z żywokostem bulwiastym.